# Helmut Kreuzer
Helmut Kreuzer (* 1. November 1927 in Feldstetten, Volksstaat Württemberg; † 3. August 2004 in Siegen) war ein deutscher Literaturwissenschaftler.

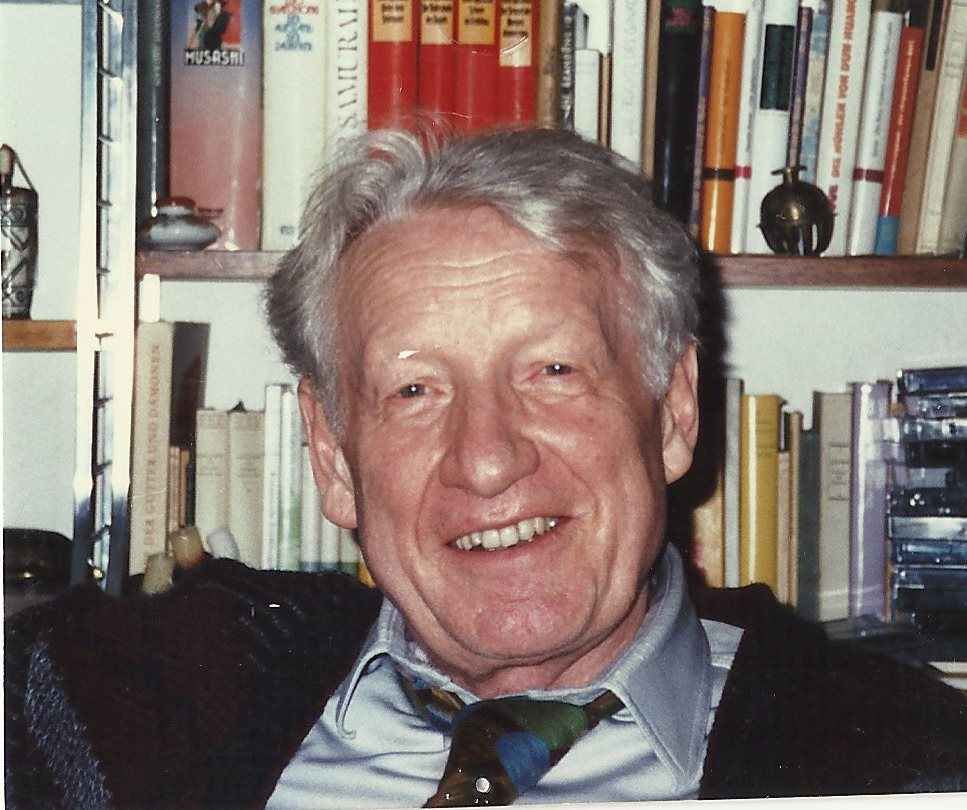
Helmut Kreuzer (1997)

## Leben
Kreuzer studierte Theaterwissenschaft, Germanistik, Bibliothekswissenschaft und Philosophie an den Universitäten in Basel, Freiburg, Göttingen und Tübingen. 1956 promovierte er in Tübingen bei Paul Kluckhohn über die Tragödien Friedrich Hebbels, 1960 wurde er wissenschaftlicher Assistent von Fritz Martini an der damaligen Technischen Hochschule in Stuttgart, wo er sich 1965 mit einer Untersuchung zur Bohème, einem Beitrag zur Subkulturforschung avant la lettre, habilitierte. Weitere Stationen seiner Laufbahn waren die literaturwissenschaftlichen Ordinariate an den Universitäten in Saarbrücken (1967) und danach Bonn (1970), wohin er auf den renommierten Lehrstuhl für Literaturwissenschaft (in der Nachfolge Benno von Wieses) berufen wurde.
Bereits zu Beginn der 1960er Jahre erschien Kreuzer die Begrenzung des literaturwissenschaftlichen Gegenstandsbereichs auf das ästhetisch schöne und hohe Kunstwerk als zu restriktiv. Er forderte eine Erweiterung des Spektrums der Literaturwissenschaften durch Einbeziehung auch des Trivialen in der Literatur, der massenhaft verbreiteten Lesestoffe des 19. Jahrhunderts, wissenschaftlich vernachlässigter Bereiche und vergessener Autoren, der elektronischen Massenmedien im 20. Jahrhundert und die Ausdehnung der literaturwissenschaftlichen Forschung auf Film, Fernsehen und Radio. Zusammen mit Rul Gunzenhäuser, Wolfgang Haubrichs und Wolfgang Klein gründete er 1970 die Zeitschrift für Literaturwissenschaft und Linguistik (LiLi), die seither als Vierteljahrsschrift diesen Entwicklungen ein Forum bieten sollte. Kreuzer war hier bis in die 1990er Jahre hinein verantwortlicher Herausgeber von mehr als 20 Themenheften.
Als Kreuzer 1972 als Gründungssenator und Professor für Germanistik und Literaturwissenschaft an die neue Gesamthochschule Siegen ging, setzte er sich wissenschaftspolitisch für die Institutionalisierung der literaturwissenschaftlich geprägten Medienwissenschaften in Deutschland ein und etablierte in Siegen den interdisziplinären Forschungsschwerpunkt Massenkommunikation und Medien. Er war Initiator des Forschungsinstituts für Geistes- und Sozialwissenschaften, Mitbegründer des Sonderforschungsbereichs „Bildschirmmedien“ und unterhielt rege Kontakte zu Universitäten und Wissenschaftlern in aller Welt. Daneben zeugen die zum Teil mit weiteren Kollegen wie Wolfgang Drost, Wolfgang Raible, Brigitte Schlieben-Lange und Christian W. Thomsen herausgegebenen Buchreihen – im Einzelnen Reihe Q. Quellentexte zur Literatur- und Kulturgeschichte, Reihe Q. Neue Folge, Reihe Siegen. Editionen und Trouvaillen. Editionen zur Literatur- und Kulturgeschichte sowie Theorie – Kritik – Geschichte. Eine Buchreihe, Beihefte zu LiLi, Reihe Siegen. Beiträge zur Literatur- und Sprach- und Medienwissenschaft und Forschungen zur Literatur- und Kulturgeschichte – von Kreuzers Produktivität in den Siegener Jahren. Allein bei den vier zuletzt genannten fachtextlichen Buchreihen hat Kreuzer mehr als einhundert Publikationen betreut oder herausgegeben. In diese Siegener Jahre fallen aber auch wegweisende Berufungen an den damaligen Fachbereich 3 – Sprach- und Literaturwissenschaften (u. a. Hans Ulrich Gumbrecht, K. Ludwig Pfeiffer, Karl Riha, Siegfried J. Schmidt). Auch nach seiner Emeritierung (1992) blieb Kreuzer über Jahre in der Forschung aktiv. Über seine wissenschaftlichen Arbeiten und seine institutionellen Verdienste hinaus ist Kreuzer zahlreichen Kollegen und Schülern weltweit als außergewöhnlich hilfsbereit, fürsorglich und nachsichtig, intellektuell neugierig und akademisch liberal in Erinnerung.
Ab 1953 war er mit der Literaturwissenschaftlerin und Kunsthistorikerin  Ingrid Kreuzer geb. Oßmann (1926–2004) verheiratet, die unter dem Pseudonym Angelika Jakob auch als Erzählerin in Erscheinung trat.

## Ehrungen
- 1992 Ehrendoktorwürde der Universität Szeged, Ungarn
- 1998 Ehrensenatorwürde der Universität Siegen

## Schriften (Auswahl)

### Monografien
- Die Boheme. Analyse und Dokumentation der intellektuellen Subkultur vom 19. Jahrhundert bis zur Gegenwart. Habilitationsschrift. Metzler, Stuttgart 1968, Repr. mit einem Errataverzeichnis versehen: Metzler, Stuttgart 2000. ISBN 3-476-01781-8.
- Veränderungen des Literaturbegriffs. Fünf Beiträge zu aktuellen Problemen der Literaturwissenschaft. Vandenhoeck & Ruprecht, Göttingen 1975. ISBN 3-525-33362-5.
- Deutschsprachige Hörspiele 1924-33. Elf Studien zu ihrer gattungsgeschichtlichen Differenzierung. Lang, Frankfurt am Main u. a. 2003. ISBN 3-631-39248-6.
- Aufklärung über Literatur. Epochen – Probleme – Tendenzen. Ausgewählte Aufsätze, Bd. I. Hrsg. von Peter Seibert, Rolf Bäumer u. Georg Bollenbeck. Carl Winter Universitätsverlag, Heidelberg 1992. ISBN 3-533-04563-3
- Aufklärung über Literatur. Autoren und Texte. Ausgewählte Aufsätze, Bd. II. Hrsg. von Wolfgang Drost u. Christian W. Thomsen. Carl Winter Universitätsverlag, Heidelberg 1993. ISBN 3-8253-4590-4

### Herausgeber
- Gemeinsam mit Rul Gunzenhäuser: Mathematik und Dichtung. Zur Frage einer exakten Literaturwissenschaft. Nymphenburger, München 1965, 1967, 1969, 4., durchgesehene Auflage 1971, ISBN 3-485-03303-0.
- Unter Mitarbeit von Wolfgang Klein: Literarische und naturwissenschaftliche Intelligenz – Dialog über die „zwei Kulturen“. Klett-Verlag, Stuttgart 1969 und als dtv-Taschenbuch 1969; 2. Aufl. 1987.
- Zusammen mit Käte Hamburger: Gestaltungsgeschichte und Gesellschaftsgeschichte. Literatur-, kunst- und musikwissenschaftliche Studien. Festschrift für Fritz Martini. Metzler, Stuttgart 1969, ISBN 978-3-476-00089-7.
- Literaturwissenschaft – Medienwissenschaft. Quelle und Meyer, Heidelberg 1977, ISBN 3-494-00889-2.
- Zusammen mit Karl Prümm: Fernsehsendungen und ihre Formen. Typologie, Geschichte und Kritik des Programms in der Bundesrepublik Deutschland. Reclam, Stuttgart 1979, ISBN 3-15-010289-8.
- Zusammen mit Günter Helmes: Expressionismus – Aktivismus – Exotismus. Studien zum literarischen Werk Robert Müllers (1887-1924). Mit zeitgenössischen Rezeptionsdokumenten und einer Bibliographie. Vandenhoeck & Ruprecht, Göttingen 1981, ISBN 3-525-20750-6 (2. Aufl. Igel Verlag, Hamburg 978-3-86815-557-0).
- Zusammen mit Ingrid Kreuzer: Über Hermann Lenz. Dokumente zu seiner Rezeption (1947–1979) und autobiographische Texte. Fink, München 1981, ISBN 978-3-7705-1984-2.
- Unter Mitwirkung von Dorothea Wagener: Sachwörterbuch des Fernsehens. Vandenhoeck & Ruprecht, Göttingen 1982, ISBN 3-525-03205-6.
- Zusammen mit Jürgen Kühnel: Käte Hamburger. Aufsätze und Gedichte zu ihren Themen und Thesen. Zum 90. Geburtstag. Universität-Gesamthochschule Siegen 1986.
- Unter Mitwirkung von Roland Koch: Friedrich Hebbel. Wissenschaftliche Buchgesellschaft, Darmstadt 1989 (= Wege der Forschung, Bd. 642), ISBN 3-534-02234-3.
- Zusammen mit Helmut Schanze: Fernsehen in der Bundesrepublik Deutschland: Perioden – Zäsuren – Epochen. Winter, Heidelberg 1991 (= Reihe Siegen, Bd. 104), ISBN 3-533-04370-3.
- Von Rubens zum Dekonstruktivismus. Festschrift für Wolfgang Drost. Winter, Heidelberg 1993, ISBN 3-8253-0140-0.
- Don Juan und Femme Fatale. Fink, München 1994, ISBN 3-7705-2986-3.
- Pluralismus und Postmodernismus. Zur Literatur- und Kulturgeschichte in Deutschland 1980–1995. 4. Aufl. Lang, Frankfurt am Main u. a. 1996, ISBN 3-631-49803-9.
- Gemeinsam mit Ingrid Kreuzer: Deutsche Gedichte zwischen 1918 und 1933. Reclam, Stuttgart 1999, ISBN 3-15-009711-8.
- Deutschsprachige Literaturkritik 1870–1914. Teile 1–4. Lang, Frankfurt/M. 2006, ISBN 3-631-52129-4.
- Unter Mitarbeit von Otto F. Riewoldt und Helmut Heinze: Dramaturgie in der DDR (1945–1990). 2 Bde. Winter, Heidelberg 1998, ISBN 3-8253-0741-7 u. 3-8253-0742-5.